# Kerne (styresystem)
 For alternative betydninger, se Kerne. (Se også artikler, som begynder med Kerne)
Kernen er en vigtig del af en computers styresystem. Dens opgave er at kontrollere programmers adgang til computerens hukommelse, tilgang til lagerplads og eksterne enheder og fordele CPU-ressourcer til de forskellige brugerprogrammer. Når der køres flere programmer på samme tid er det kernen der fordeler adgangen til hardwaren mellem programmerne. Typisk indfører kernen et hardware abstraction layer der simplificerer programmørens adgang til hardwaren.
Kerner kan opdeles i fire typer:

## Monolitiske kerner
Monolitiske kerner har alle sine funtioner tæt integreret og kræver derfor at alle dele er programmeret korrekt for at køre stabilt. Når dette lykkedes kan den på grund af den tæt integrerede kode være meget effektiv. Monolitiske kerner anses af nogle som en forældet teknologi.[kilde mangler]
Monolitiske kerner omfatter bl.a.:
- Traditionelle  UNIX-kerner som BSDs.
- Linux-kernen

## Mikrokerner
Mikrokerner omfatter kun de mest nødvendige funktioner i selve kernen og overlader andre opgaver til såkaldte servere. Dette gør strukturen simplere og tillader at en server kan genstartes separat hvis den fejler.
Eksempler på mikrokerner og styresystemer baseret på mikrokerner:
- Mach bruges i GNU/Hurd
- Minix
- MorphOS
- Redox
- QNX

## Hybridkerner (modificerede mikrokerner)
Hybridkerner er mikrokerner der er tilføjet kode ud over det højest nødvendige for at øge hastigheden. Dette kompromis blev brugt tidligt i mikrokernens udvikling før man indså at mikrokerner faktisk også kunne være hurtige i sig selv. De fleste moderne styresystemer benytter hybridkerner.
Eksempler:
- Microsoft Windows NT der bruges i alle versioner af Windows baseret på Windows NT
- XNU er kernen der bruges i Mac OS X. Baseret på Mach-kernen og tilføjet kode fra BSD
- DragonFly BSD
- ReactOS
- BeOS kerne

## Exokerner
Exokerner er et temmelig nyt fænomen. Disse kerner er ekstremt små og deres funktion er begrænset til at beskytte og fordele adgangen til hardwaren. Exokerner har altså ikke noget hardware abstraction layer. Denne type kerne har mindst eksisteret siden 1995, men er stadig mest på forsøgsbasis.